# 10489 Keinonen
10489 Keinonen este un asteroid din centura principală de asteroizi.

## Descriere
10489 Keinonen este un asteroid din centura principală de asteroizi. A fost descoperit pe 15 octombrie 1985 la Stația Anderson Mesa de Edward L. G. Bowell. Asteroidul prezintă o orbită caracterizată de o semiaxă mare de 3,00 ua, o excentricitate de 0,09 și o înclinație de 10,9° în raport cu ecliptica.